# Pallavolo Reggio Emilia
La Pallavolo Reggio Emilia è stata una società pallavolistica femminile di Reggio nell'Emilia, sciolta nel 2012.

## Storia

Una formazione della Max Mara Reggio Emilia campione d'Italia 1966

Fu una delle due squadre reggiane, assieme all'Arbor, a dominare la scena pallavolistica femminile negli anni settanta e ottanta. Il club, fondato nel 1952, si unì nel 1964 alla sezione pallavolistica femminile della società sportiva La Torre (nata nel 1948) e vinse quattro scudetti consecutivi tra il 1965 e il 1968. Se ne distaccò definitivamente nel 1974 e legò il suo nome alle Industrie Chimiche Nelsen per tredici stagioni. Grazie all'appoggio del Gruppo, poté arrivare ai vertici della pallavolo italiana, senza però riuscire a vincere più nessuno scudetto; collezionò sei secondi posti in sette anni. Vinse la Coppa Italia nel 1982, 1983, 1986 e 1989. Al 1986 risale anche la prima vittoria internazionale, in Coppa CEV.
Nel 1983 perse lo spareggio contro la Teodora Ravenna. Dal 1987, anno dell'abbandono dello sponsor Nelsen, conobbe un lento periodo di declino. Dopo aver conquistato il primo posto al termine della stagione 1988-89, fu clamorosamente estromessa nei quarti dei play-off scudetto dal Bari ottavo classificato; l'anno successivo perse la finale di fronte al forte Ravenna. Raggiunse nuovamente le finali nel 1997-98, con sponsor la Ceramica Magica; nello stesso anno vinse la sua terza Coppa CEV.
Negli anni successivi retrocesse più volte in Serie A2, venendo poi ripescata in tre occasioni per fallimenti o rinunce di altre squadre. Nel 2004-05, all'ennesima retrocessione, seguirono l'esclusione dal campionato di A2 e l'iscrizione in B1 con il nome di Volley Reggio 1952. Nella società era presente il più longevo dirigente della pallavolo italiana, Giuliano Giaroli, che da ormai 50 anni è in attività.
Nella stagione 2007-08, dopo il cambio di panchina, sulla quale subentrò Daniele Berselli, ha conquistato a Benevento la Coppa Italia di Serie B. Nella stagione 2010-11 ha militato nel girone A di Serie B1, retrocedendo in Serie B2. Alla fine della stagione seguente, terminata con un'altra retrocessione, la società comunica di non iscriversi al successivo campionato di Serie C.

## Palmarès
- Campionato italiano: 4

1964-65, 1965-66, 1966-67, 1967-68
- Coppa Italia: 4

1981-82, 1982-83, 1985-86, 1988-89
- Coppa CEV: 3

1985-86, 1988-89, 1997-98